# Major Oak
Il Major Oak è una grande quercia che si trova presso il villaggio di Edwinstowe, nel cuore della Foresta di Sherwood, Nottinghamshire, Inghilterra. Secondo il folklore locale, esso era il luogo ove Robin Hood e la sua banda dimoravano.

## Descrizione
Il peso della pianta è stato stimato in 23 tonnellate ed ha una circonferenza di 10 metri. La sua età è compresa tra gli 800 e i 1000 anni. Molte sono le teorie che sono state formulate sulla sua antichità e sulla sua forma caratteristica:
- essa potrebbe essere la fusione di più alberi durante la crescita;
- l'albero è stato potato diverse volte ed è cresciuto più in larghezza che in altezza. Questa ad ogni modo è una teoria oggi poco supportata dal momento che anche altri alberi nell'area attorno sono stati sottoposti a potature nel corso dei secoli.

Il nome di Major Oak gli venne dato dal maggiore Hayman Rooke, il quale è uno dei primi a dare una descrizione dettagliata della pianta risalente al 1790.

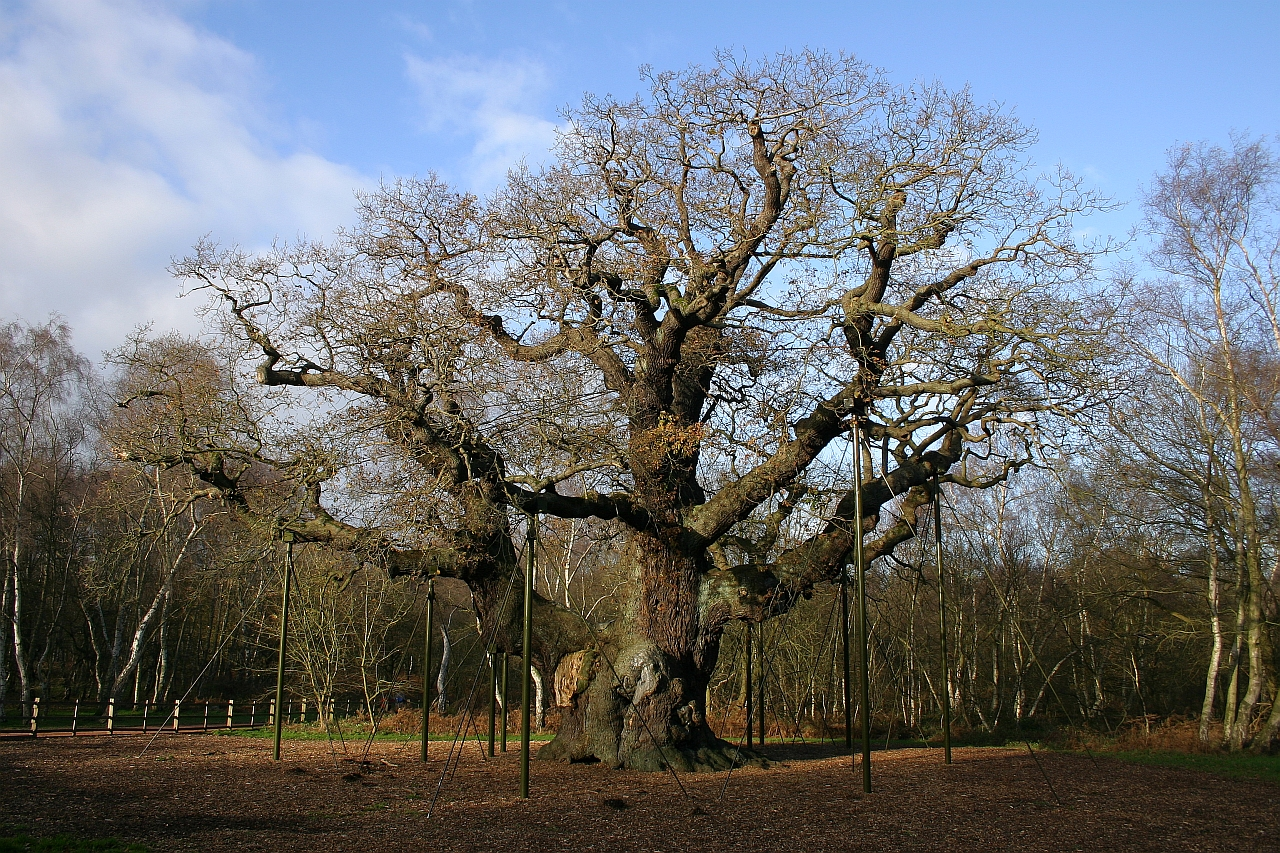
Il Major Oak nel dicembre del 2006

Sin dall'epoca vittoriana, i rami del Major Oak sono stati supportati da un elaborato sistema di piloni a sostegno. Nel febbraio del 1998 la locale compagnia degli "Amici del Major Oak" ha iniziato a coltivare dei cloni del famoso albero, portando le bacche derivate dalla quercia nelle più famose città del mondo.
Nel giugno del 2002 il Concilio delle Piante ha designato il Major Oak come uno dei cinquanta grandi alberi di Gran Bretagna in riconoscimento a questa pianta come eredità nazionale. Il Major Oak nel 2005 è stato oggetto del programma televisivo Seven Natural Wonders e classificato come una delle meraviglie dell'Inghilterra.
Nel 2003, a Dorset, è stata iniziata la coltivazione di 260 piante derivate dalle ghiande del Major Oak, inaugurando anche uno studio sulla pianta stessa oltre ad una comparazione del suo DNA con quello di altre piante della stessa specie.